# 王宗播
王宗播（?—?），原名许存，中国唐朝末年、五代十国前蜀将领，汝阳人。前蜀高祖王建养子。祖父许元甫，祖父许虔楚。
888年，秦宗权的别将常厚占据夔州，郭禹（成汭）与他的手下将领许存攻打夺占了夔州。朝廷任命郭禹为荆南节度使。
896年，荆南节度使成汭与属下许存沿着长江逆流而上攻占地盘，把长江沿岸的州县全都夺取。许存带领军队向西攻取渝州、涪州，成汭委任许存为万州刺史。成汭知道许存不得志，派人刺探许存的行动，回来的人说：“许存不处理州政，每天出去踢球取乐。”成汭认为许存想要逃跑，所以现在先锻炼脚的力量。便派军队袭击许存，许存放弃万州城逃跑，向王建投降。王建以为许存有勇有谋，想杀掉许存，掌书记高烛说：“明公招揽天下豪杰以求称霸，许存穷途投我，怎能杀害。”王建令许存驻守蜀州，暗中让王宗绾监视许存。王宗绾对王建说，许存忠勇谦谨，具有良将的才能，王建于是把许存的姓名改为王宗播，认做养子，王宗绾没有让王宗播知道此事。王宗播的孔目官柳修业，常劝王宗播要谨慎镇静。王宗播凡遇强敌，其他将领有所畏惧，他冲锋陷阵，有了功劳，就称病不自夸，因此王宗播得以终身保全功名。
897年，凤翔节度使李茂贞派李继昭救援梓州，被王宗播袭击擒获。黎州、雅州之间汉化的蛮人，西川节度使每年向其中刘王、郝王、杨王赠送绢帛三千匹，让他们监视南诏的举动，这三个王也受南诏的馈送，侦探成都的虚实。王建派遣王宗播攻打南诏，三王泄漏了军事消息，王建便把他们召来斩杀。
902年，王宗播攻打三泉，没有攻下，退保山上营寨。亲吏柳修业对他说：“公举族归顺王建，不为王建死战，何以自保？”王宗播命令部众：“我率领你们决战，取得功名；不然，死在这里！”于是，攻克金牛、黑水、西县、褒城西寨。王宗播攻打马盘寨，李继密战败，逃回汉中。西川军队乘胜追到汉中城下，王宗涤攻克了汉中。前蜀建立后，步军都指挥使王宗绾修筑西县城，号称安远军。911年，岐王李茂贞派刘知俊、李继崇率兵攻前蜀，定戎团练使王宗播为四招讨马步都指挥使，率兵救援安远军，在廉水、让水之间扎营，与唐道袭一起攻击岐兵，在明珠曲大败岐兵。第二天，又在凫口交战，斩杀岐王的成州刺史李彦琛。王宗播在黄牛川打败岐兵，擒获岐将苏厚等。
前蜀永平四年（914年）11月13日，大长和军队侵犯黎州，前蜀高祖王建派遣夔王王宗范、兼中书令王宗播、嘉王王宗寿为三招讨，阻击来犯的大长和军队。11月24日，前蜀军队在潘仓嶂打败了大长和军队，斩杀大长和酋长赵嵯政等。11月30日，前蜀军队又在山口城击败了大长和军队。12月13日，前蜀军队乘势攻下大长和武侯岭等13个村寨。12月19日，前蜀军队又在大渡河击败了大长和军队，俘获和斩杀大长和士兵数万人，大长和残军抢着过河逃跑，桥被压断，又有数万人被水淹死。王宗范、王宗播等想要制成浮桥，渡过大渡河继续攻打大长和。前蜀高祖王建通知王宗范等，命令他们撤军回师。此战过后，大长和几乎一蹶不振，这也是前蜀从建立到灭亡的18年中最伟大的胜利。
915年八月初七，王建任命兼中书令王宗绾为北路行营都制置使，兼中书令王宗播为招讨使，一起攻打秦州。916年八月廿四日，王建任命王宗播为西北面招讨，武信军节度使刘知俊、天雄节度使王宗俦、匡国军使唐文裔为第一、第二、第三招讨，率领十二万大军从秦州出发，前往讨伐岐王。十月初七，王宗播等率兵开出旧关，到达陇州。岐国保胜节度使兼侍中李继岌害怕岐王对他有所猜忌，于是率领二万多士卒放弃陇州，投奔前蜀，李继岌恢复原名桑弘志。919年三月十八日，前蜀北路行营都招讨、武德军节度使王宗播等从散关进攻岐国，渡过渭水，打败岐将孟铁山。后来赶上大雨才撤回部队，分兵驻扎在兴元府、凤州和威武城三地。
黔使憘实是王宗播的连襟，憘实死后，其子被王宗播养为子，取名王承杰。前蜀灭亡后，改名许仁杰，在后唐官至金紫光禄大夫、检校兵部尚书、使持节维州诸军事、守维州刺史、兼御史大夫、上柱国、旧蜀明忠秉义彰勇功臣、右神麾军使、开府仪同三司、检校太尉、守绵州刺史、上柱国、临颍郡开国公、食邑一千五百户。据其墓志，王宗播生前官至扶天佐命忠烈功臣、前武德军节度、梓绵龙剑普等州观察处置等使、开府仪同三司、检校太师、兼中书令、梓州刺史、临颍王、食邑九千户、食实封三百户、赠太师、谥忠广公，有六子，许仁杰排第三。